# Hipódromo de la Zarzuela
Das Hipódromo de la Zarzuela ist eine in der spanischen Hauptstadt Madrid, im Stadtbezirk Moncloa-Aravaca, gelegene Pferderennbahn. Sie wurde im Jahre 1941 eröffnet und zählt zu den wichtigsten Rennbahnen des Landes. Charakteristisch sind die von den bekannten spanischen Architekten Carlos Arniches und Martin Dominguez und Bauingenieur Eduardo Torroja Miret entworfenen Tribünen, mit horizontaler Kragarmkonstruktion der Dächer aus segmentförmig gekurvten Stahlbetonschalen, die seit 1980 unter Denkmalschutz stehen. 
Im Jahr 2016 wurde im Hipódromo de la Zarzuela das Museo Eduardo Torroja eröffnet, ein Museum, das sich dem Werk des bekannten Bauingenieurs und Pioniers des Betonschalenbaus widmet.

## Geschichte
Der Bau der Pferderennbahn Hipódromo de la Zarzuela begann bereits im Jahre 1935, jedoch mussten die Arbeiten während des Spanischen Bürgerkrieges unterbrochen werden. Die Fertigstellung des Komplexes verzögerte sich so bis Mai 1941. Im Jahre 1996 wurde der Komplex, nachdem die Betreibergesellschaft Hipódromo de Madrid S.A. in Konkurs ging, stillgelegt. 2003 schließlich wurde die neue Betreibergesellschaft Hipódromo de La Zarzuela S. A. gegründet, um die Rennbahn wieder in Betrieb zu nehmen, die Aktiengesellschaft gehört zu 95,78 % der staatlichen Holding SEPI und zu 4,22 % der Lotteriegesellschaft LAE. Seit 2005 werden wieder Pferderennen veranstaltet.
Das Hipódromo de la Zarzuela war zwischen 1941 und 1993 und ist seit 2006 Austragungsort des Gran Premio de Madrid, des prestigeträchtigsten Galopprennens des Landes.

## Geografische Lage und Verkehrsanbindung
Das Hipódromo de la Zarzuela liegt im Nordwesten von Madrid, im Barrio Ciudad Universitaria des Stadtbezirks Moncloa-Aravaca. Die Rennbahn kann über die Autovía A-6 (Ausfahrt 8), mit der Buslinie 658 sowie wochentags mit der Linie 651A erreicht werden. An Renntagen stehen darüber hinaus Shuttlebusse zur Verfügung, die vom Verkehrsknotenpunkt Moncloa aus zum Hipódromo verkehren.

## Bilder

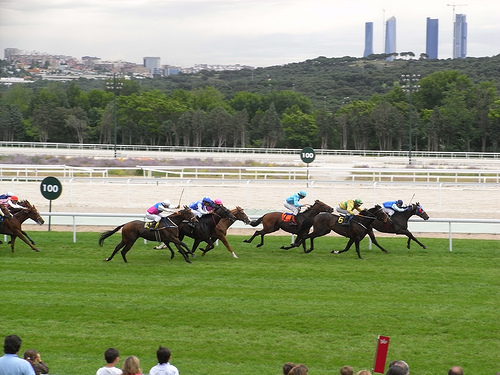
Galopprennen 2008
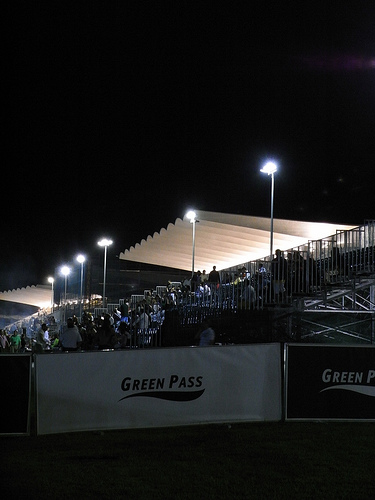
Tribünen bei Nacht
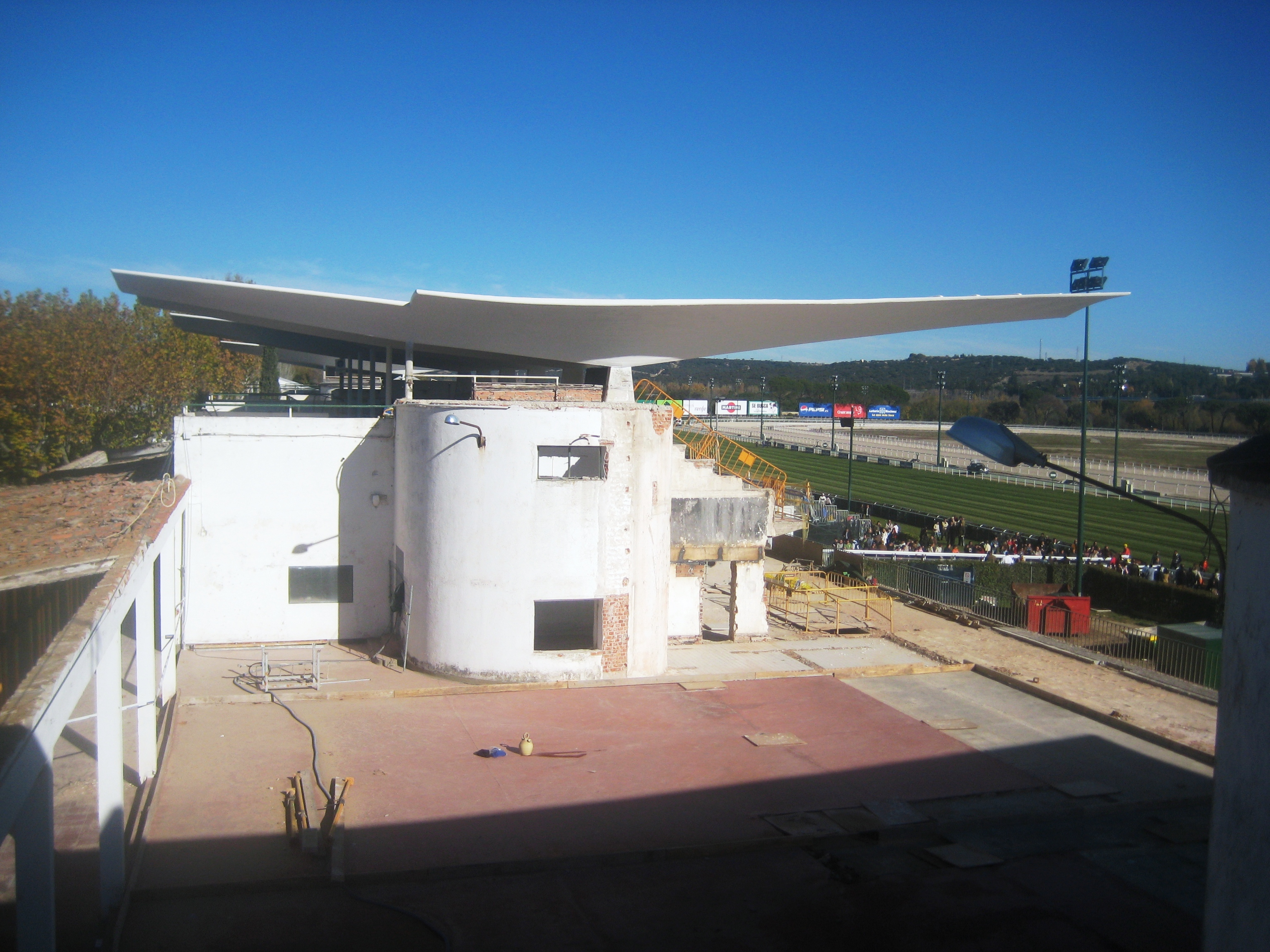
Kragarmkonstruktion der Überdachung während Renovierungsarbeiten
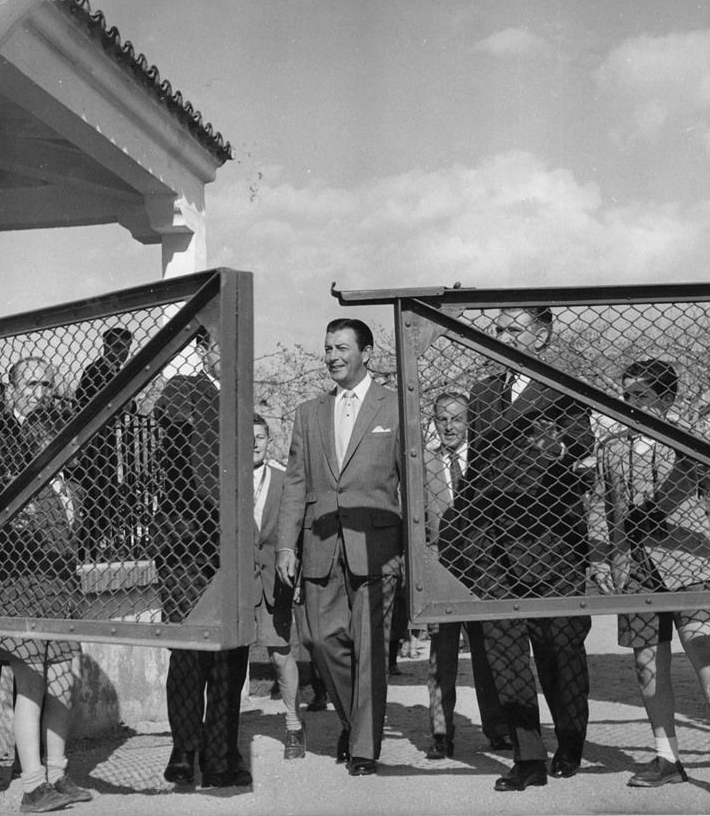
Besuch von Robert Taylor im Jahr 1957
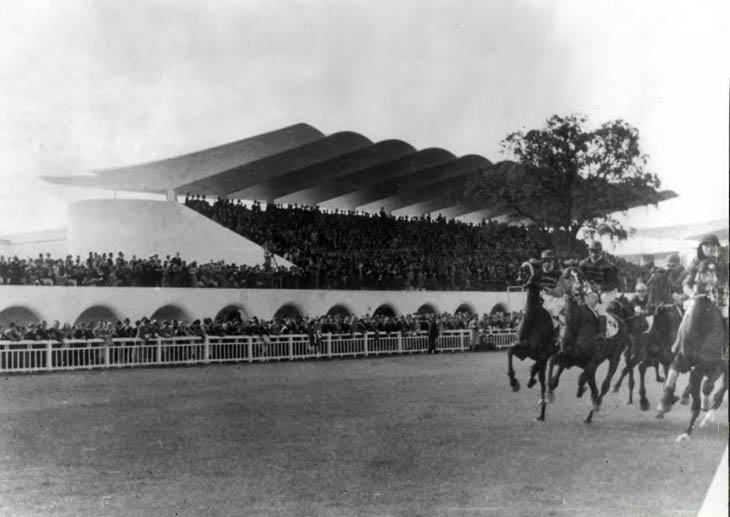
Blick auf die Tribünen während eines Galopprennens.
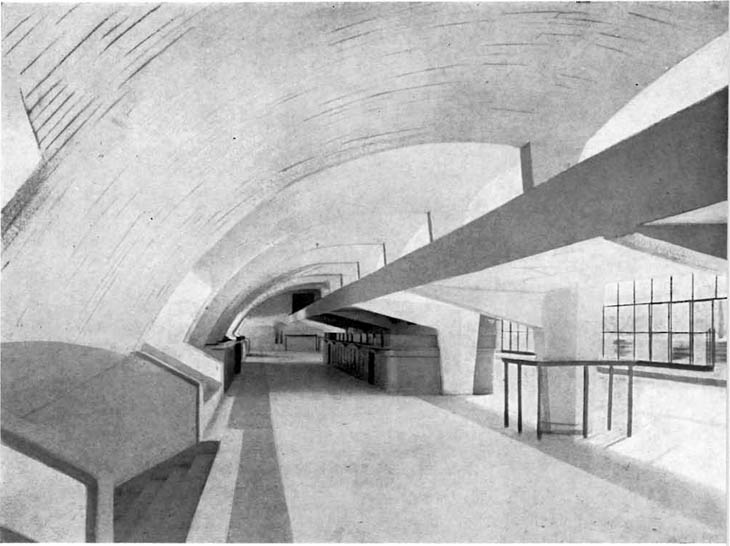
Innenansicht.